# قشرة جبهية حجاجية

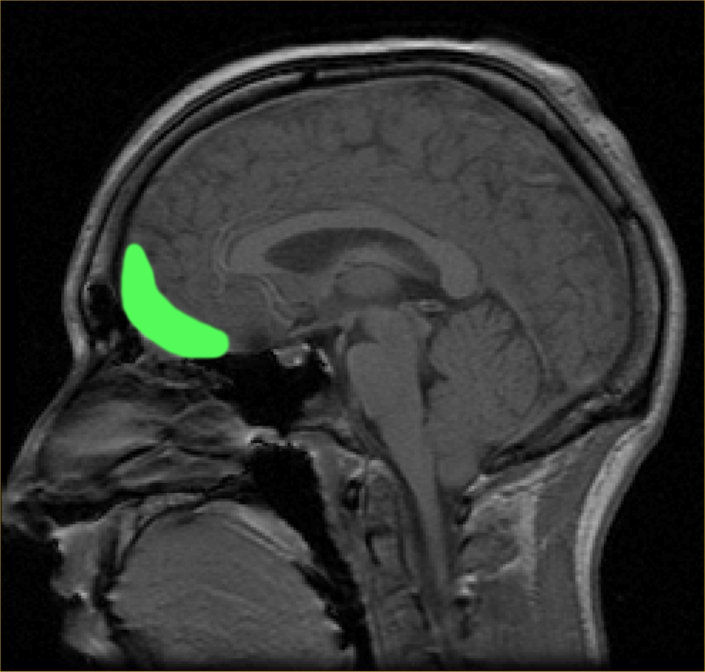
المكان التقريبي للقشرة الجبهية الحجاجية

القشرة الجبهية الحجاجية  (يرمز لها اختصاراً OFC) هي منطقة قشرة أمام جبهية في الفص الجبهي في الدماغ، والتي لها وظائف في المعالجة المعرفية من أجل اتخاذ القرار.
عند الأساسيات ما عدا الإنسان تتألف القشرة الجبهية الحجاجية من الباحات الترابطية من باحات برودمان 11 و 12 و 13، في حين أنها عند الإنسان تتألف من باحات برودمان 10 و 11 و 47.

## معرض صور

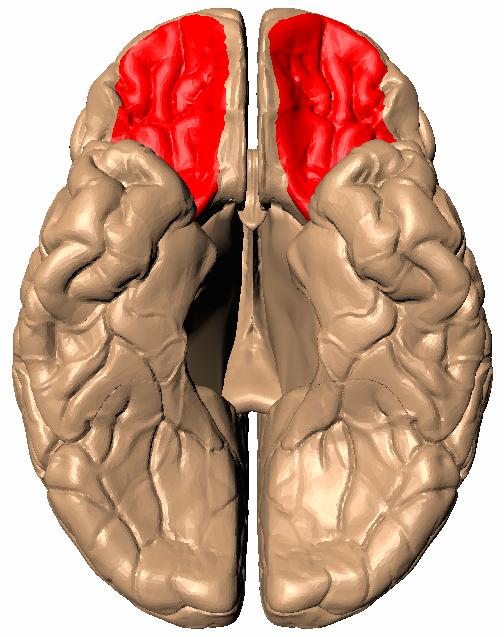
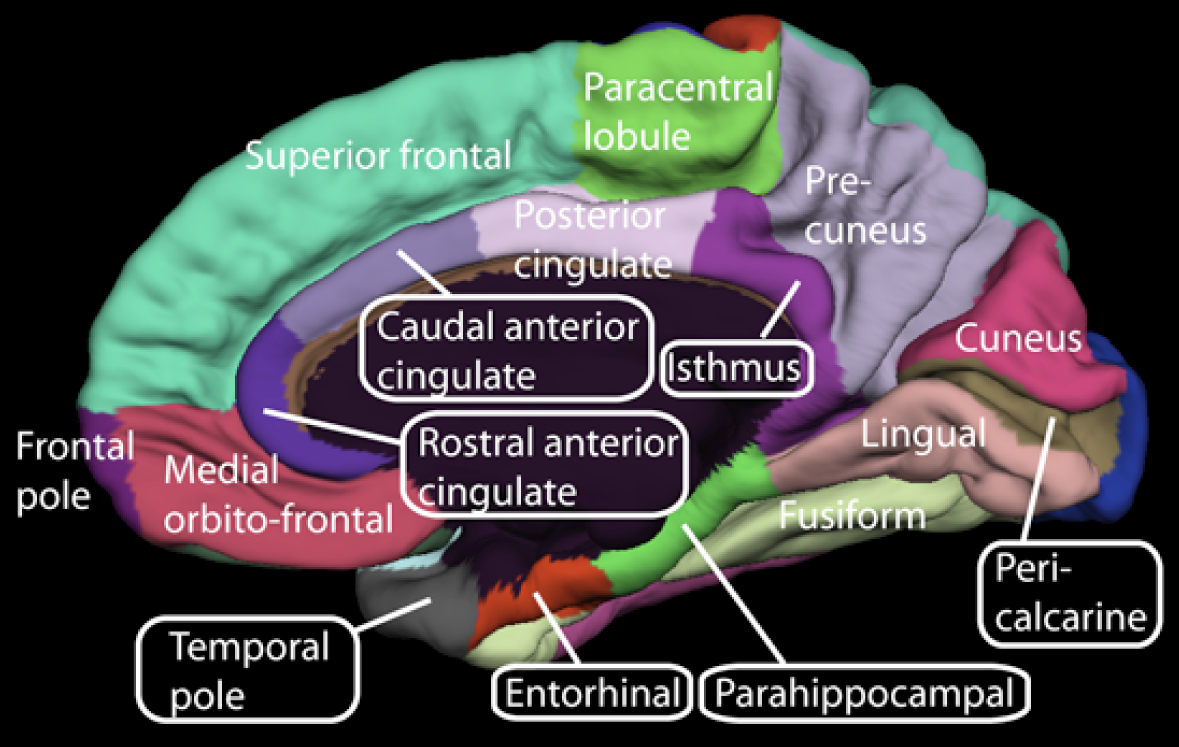

## اقرأ أيضاً
- باحات برودمان